# Rie Cramer

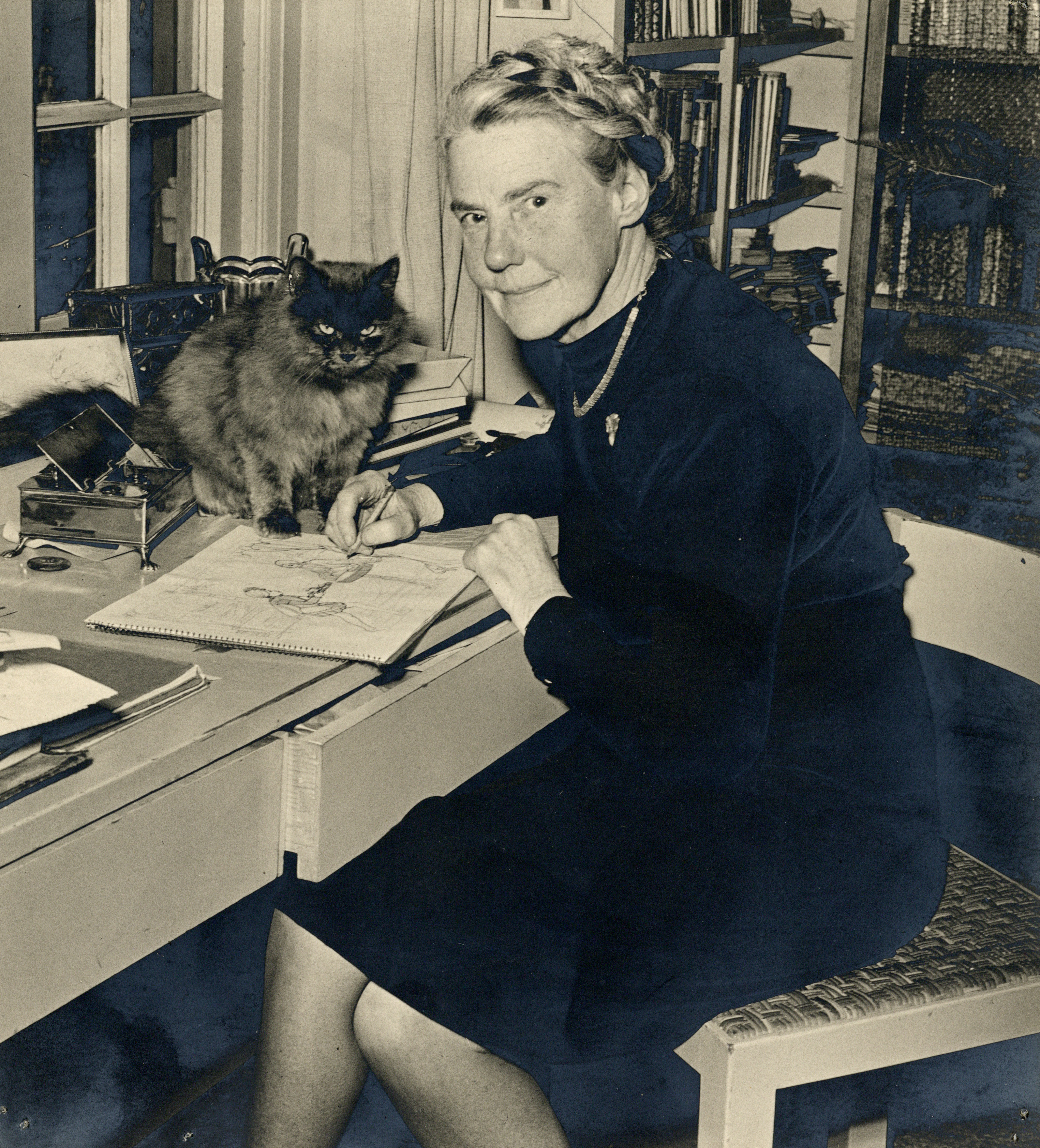
Rie Cramer 1947

Rie Cramer (eigentlich Marie Cramer; * 10. Oktober 1887 in Sukabumi auf Java, Niederländisch-Indien; † 16. September 1977 in Laren, Niederlande) war eine niederländische Illustratorin und Schriftstellerin.

## Biografie
Rie Cramer wuchs in Indonesien auf. Ihr künstlerisches Schaffen wurde nachhaltig durch ihre schwierige Kindheit geprägt. So verhielt sich Cramers Mutter ihr gegenüber zeitlebens kühl und distanziert, während ihr Vater, der Kapitän war, nur selten bei der Familie war.
Cramer fing an, Kindergeschichten zu verfassen und Zeichnungen anzufertigen. Des Weiteren illustrierte sie auch u. a. Märchen der Gebrüder Grimm, von Charles Perrault oder von Hans Christian Andersen. Für den Leipziger Verlag A. Anton & Co. illustrierte sie zwischen 1925 und 1930 unzählige Märchen- und Jugendbücher in einem persönlichen, wiedererkennbaren Stil.
Später verfasste sie unter den Pseudonymen Marc Holman und Annie Smit auch einige Romane und Hörspiele.
Insgesamt war Cramer dreimal verheiratet. Sie selbst hielt sich für ungeeignet, mit jemandem zusammenzuleben und hing sehr an ihrer Freiheit. Cramer verbrachte viel Zeit im Ausland, wie zum Beispiel auf Mallorca, wo sie lange mit Freunden zusammenlebte. Aus gesundheitlichen Gründen kehrte sie in die Niederlande zurück, wo sie wenig später starb.

## Werk (Auswahl)
- Van meisjes en van jongetjes, 1906
- Van jongetjes en meisjes, 1907
- Kindjesboek, 1909
- Het diamanten prinsesje, 1910
- Prentjes bij versjes, 1913
- Lenteliedjes, 1914
- Het poppen A.B.C., 1921
- Sneeuwwitje, 1925
- A is een aapje (abecedarium), 1936
- Otje de Bas, 1937
- Rut Wijgant, 1947
- An en Jan, 1949
- Kattebelletjes, 1958
- De vier jaargetijden, 1974